# Nave di Tune

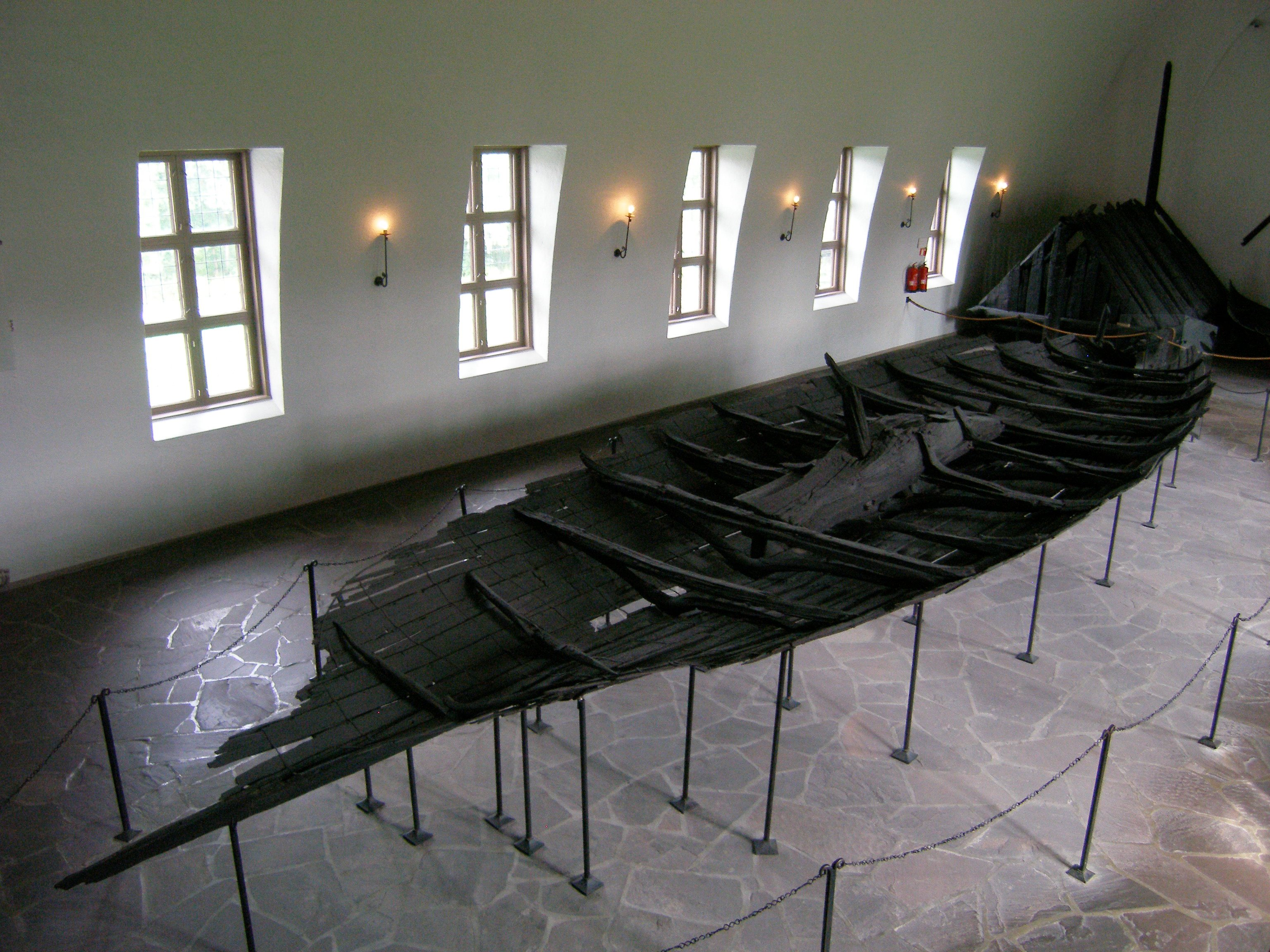
Un'immagine della nave di Tune, all'interno del museo che la ospita

La nave di Tune è un'imbarcazione vichinga ritrovata sull'isola di Rolvsøy in quella che un tempo era la municipalità di Tune, nell'odierno Sarpsborg, contea di Østfold, in Norvegia. La nave venne costruita intorno al 900 in legno di quercia. Essa è stata ritrovata in un tumulo chiamato Båthaugen (in norvegese il tumulo della nave), un sito archeologico che venne scavato da Oluf Rygh nel 1867.
Le condizioni di conservazione della nave non sono ottimali, ma da ciò che resta si può dedurre che essa dovesse essere lunga circa 22 metri, larga circa 4,5 metri e che dovesse essere dotata di 11 o 12 paia di remi. La nave di Tune è oggi esposta al Museo delle navi vichinghe di Oslo.